# Peter Ompir
Peter Ompir né Charles Wesley Burns le 2 février 1908 à Duquesne (Pennsylvanie) et mort le 16 mai 1979 à Sharon (Connecticut) est un peintre américain du XXe siècle considéré comme le père fondateur de la peinture décorative dans le courant "Art Folk" américain.
Il a peint jusqu’à sa mort en 1979. Ses motifs sont très particuliers et reconnaissables. Ils font appel à des personnages dans un style XVIIIe siècle américain au trait naïf et humoristique. Ses créations sont également marquées par une grande présence des fruits. Ils sont peints sur tous types de supports de la vie quotidienne tels que des cafetières, des pots à lait ou des plats à cake. On trouve également des petits meubles comme des secrétaires ou parfois des coffres en métal.
La touche particulière de Peter Ompir vient de sa patine. Il a mis au point un procédé de vieillissement de sa peinture qui est unique. Il a gardé le secret avec lui. On voit dans sa peinture une forte présence des couleurs vives comme les jaunes, les rouges et les verts.
Une fondation Peter Ompir a été créée aux États-Unis. Un musée consacré au peintre et à son œuvre est en cours de création.